# Afotiske zone
Den afotiske zone er de vanddybder (både i ferskvand og havvand), hvor der er for lidt lys til, at der kan foregå fotosyntese. Da det kun er de færreste steder i verdenshavene, hvor lyset når bunden, er størstedelen af havenes vandmængde golde. Alle fødekæder på åbent hav har deres grundlag i den planktonopbygning, der sker i de øverste vandlag.